# کوزیمو فرو
کوزیمو فرو (انگلیسی: Cosimo Ferro؛ زادهٔ ۸ ژوئن ۱۹۶۲) ورزشکار شمشیربازی اهل ایتالیا است.
وی در مسابقات کشوری و بین‌المللی در مجموع برندهٔ ۱ مدال برنز شده‌است.